# مزدک انوشه
مزدک انوشه (زادهٔ ۲۷ دی ۱۳۵۲ در بابل) زبان‌شناس ایرانی و استادیار گروه زبان‌شناسی دانشگاه تهران است. انوشه در پنجمین و دهمین دورهٔ جشنواره فارابی در بخش زبان و ادبیات به‌عنوان برگزیده معرفی شد.

## زندگی و فعالیت‌ها
او که دانش‌آموختهٔ کارشناسی زبان و ادبیات انگلیسی، و کارشناسی ارشد و دکتری زبان‌شناسی همگانی از دانشگاه تهران است، از سال ۱۳۸۹ تا ۱۳۹۲ عضو هیئت علمی پژوهشگاه میراث فرهنگی و رئیس پژوهشکدهٔ زبان و گویش بود و یک‌چند نیز با گروه واژه‌گزینی فرهنگستان زبان و ادب فارسی همکاری کرد. او هم‌اکنون استادیار گروه زبان‌شناسی دانشگاه تهران است و به‌صورت تخصصی، واحدهای زبان‌های ایرانی، ساخت زبان فارسی، نحو زایشی و صرف توزیعی را تدریس می‌کند. مزدک انوشه فرزند حسن انوشه، نویسنده و پژوهشگر تاریخ و زبان و ادبیات فارسی، است.

## آثار
کتاب واژه‌نامهٔ میراث ماندگار در سال ۱۳۹۸ به قلم مزدک انوشه و به کوشش انتشارات فرهنگ معاصر منتشر شد. این اثر واژه‌نامه‌ای دوسویه (فارسی ـ انگلیسی و انگلیسی ـ فارسی) از اصطلاحات تخصصی میراث فرهنگی است که با نزدیک به سی‌هزار مدخل، حوزه‌هایی همچون ادبیات و نمایش، باستان‌شناسی، حفاظت و بازسازی اشیاء تاریخی‌فرهنگی، زبان‌شناسی و گویش‌پژوهی، عقیده و سنت و آیین، قوم‌پژوهی و انسان‌شناسی، گاه‌شماری و کیهان‌شناسی، و معماری و بازسازی بافت‌ها و بناهای تاریخی را شامل می‌شود.
اثر دیگرش، صرف در نحو؛ از کمینه‌گرایی تا صرف توزیعی نام دارد که در بهار ۱۴۰۰ به همت مؤسسهٔ انتشارات دانشگاه تهران به چاپ رسیده و منتشر شده است. این کتاب که در حوزهٔ دستور زایشی نگاشته شده، آخرین رویکردهای این دستور را در زبان فارسی تبیین می‌کند و مشتمل بر چهار فصل است؛ فصل نخست: «بنیادهای نحو»، فصل دوم: «سیمای نحو کمینه‌گرا»، فصل سوم: «بنیادهای صرف»، فصل چهارم: «سیمای صرف توزیعی».
انوشه افزون‌بر ترجمهٔ کتاب تقابل‌های پسامدرن: چامسکی و جهانی‌سازی (Postmodern Encounters: Chomsky and Globalization)، که در ۱۳۸۱ به کوشش سازمان چاپ و انتشارات وزارت فرهنگ و ارشاد اسلامی منتشر شده، مقالات و مدخل‌های متعددی نیز در مجلدات نُه‌گانهٔ دانشنامهٔ ادب فارسی (به سرپرستی حسن انوشه) و دانشنامهٔ حافظ و حافظ‌پژوهی (به سرپرستی عبدالله جاسبی) نوشته است. همچنین، یک‌چند نیز در همکاری با سازمان چاپ و انتشارات وزارت فرهنگ و ارشاد اسلامی، کمیتهٔ ملی المپیک ایران، و مجموعه‌ای از ناشران خصوصی و دولتی، ویرایش آثار مکتوب آن مؤسسات را عهده‌دار بوده است.